# Витус, Максим Юрьевич
Макси́м Ю́рьевич Ви́тус (бел. Максім Юр'евіч Вітус; род. 11 февраля 1989[…], Волковыск, Гродненская область) — белорусский футболист, защитник.

## Карьера

### Клубная карьера
Футболом начал заниматься в 15 лет. Воспитанник волковысской районной комплексной ДЮСШ.
Начал свою профессиональную карьеру в 2007 году в минском МТЗ-РИПО (с 2009 года — «Партизан»). За пять сезонов сыграл за команду в 59 матчах (за дубль провёл 62 встречи и забил 1 мяч). Проходил стажировку в шотландском клубе «Харт оф Мидлотиан».
2 февраля 2012 года подписал контракт с гродненским клубом «Неман», где стал основным левым защитником. В сезоне 2013 некоторое время играл флангового полузащитника, однако позже вернулся на прежнюю позицию.
В октябре 2014 года был на просмотре в казахстанском «Кайсаре», однако позднее вернулся в Гродно. В декабре 2014 года проходил просмотр в польской «Завише», однако не подошёл клубу. В январе 2015 года покинул «Неман».
В 2015 году играл за минское «Динамо». Сыграл 5 матчей на групповом этапе Лига Европы (2015/16). Забил гол в домашнем матче испанскому «Вильяреалу».
В январе 2016 года подписал контракт на 2,5 года с хорватским клубом «Сплит». В ноябре разорвал соглашение с клубом.
1 июля 2017 года было объявлено о переходе защитника в брестское «Динамо». В составе команды стал основным левым защитником. В декабре 2017 года продлил контракт с клубом до конца 2020 года. В сезоне 2019 оставался игроком основного состава, в июне и июле не играл из-за травмы. В декабре 2019 года покинул брестский клуб, однако в январе 2020 года вернулся и подписал новый контракт.

### Карьера в сборной
Выступал за юношескую сборную Беларуси — в её составе победитель мемориала Гранаткина 2007.
Выступал за олимпийскую сборную Беларуси в товарищеских матчах. Вошёл в окончательную заявку на Олимпийские игры 2012 в Лондоне, но не выступил на турнире из-за травмы.

## Достижения
- Чемпион Беларуси: 2019
- Серебряный призёр чемпионата Беларуси: 2015
- Бронзовый призёр чемпионата Беларуси: 2008
- Обладатель Кубка Беларуси: 2017, 2018
- Обладатель Суперкубка Беларуси: 2018, 2019, 2020